# 2007 en Inde
Chronologie de l'Inde
- 2003
- 2004
- 2005
- 2006
- 2007
- 2008
- 2009
- 2010
- 2011

Cette page concerne les évènements survenus en 2007 en Inde :

## Évènement
- janvier : Lutte de Chengara (en)
- 14 février : Sommet sur la sécurité à Delhi (en)
- 18-19 février : Attentat du Samjhauta Express
- 11 mars : Lancement du satellite INSAT-4B (en).
- 15-16 mai : Expédition de l'armée indienne sur l'Everest (en)
- 2 septembre : Lancement du satellite INSAT-4CR (en).

## Cinéma
- Nandi Awards de 2007 (en)
- 25 février : 52e cérémonie des Filmfare Awards
- 17 juin : 8e cérémonie des International Indian Film Academy Awards à Dubaï.

### Sorties de films
- Aadavari Mataluku Ardhalu Verule
- Aaja Nachle
- Anwar
- Azhagiya Thamizh Magan
- Bal Ganesh
- Chak De ! India
- Eklavya
- Frozen
- Gandhi, My Father
- Guru
- Heyy Babyy
- Honeymoon Travels Pvt. Ltd.
- Jab We Met
- Jhoom Barabar Jhoom
- Kuruvi
- Laaga Chunari Mein Daag
- Namastey London
- No Smoking
- Om Shanti Om
- Pokkiri
- Provoked
- Return of Hanuman
- Risk
- Saawariya
- Shakalaka Boom Boom
- Sivaji
- Strangers
- Taare Zameen Par
- Ta Ra Rum Pum
- Un nom pour un autre

## Littérature
- Aavarana (en) de S. L. Bhyrappa (en)
- Animal's People (en) d'Indra Sinha (en)
- The Barn Owl's Wondrous Capers (en) de Sarnath Banerjee
- Barsa (en) de Khadija Mumtaz
- The City of Love (en) de Rimi B. Chatterjee (en)
- Joker in the Pack (en) de  Neeraj Pahlajani et Ritesh Sharma.
- Kashmir Pending (en) de Naseer Ahmed
- The Unwaba Revelations (en) de Samit Basu (en)

## Sport
- Championnat d'Inde de football 2006-2007
- Championnat d'Inde de football 2007-2008
- Tournoi de tennis de Madras (ATP 2007)

## Décès
- Vijay Arora (en), acteur.
- Laurie Baker, architecte.
- Ramchandra Gandhi (en), philosophe.
- Qurratulain Hyder (en), écrivaine.
- Kamleshwar (en), écrivain.
- Sunil Kumar Mahato (en), personnalité politique.
- Leela Majumdar, écrivain.
- O. P. Nayyar (en), compositeur de musique pour le cinéma.
- Dilip Sardesai, joueur de cricket.
- Dhulipala Seetarama Sastry (en), acteur.
- Ibrahim Saeed (en), écrivain et éditeur.
- Chandra Shekhar, premier-ministre.
- G. Srinivasan (de), réalisateur de cinéma.
- Poornachandra Tejaswi (en), écrivain.